# 春風センセーション!
『春風センセーション！』（はるかぜセンセーション！）はういんどみるOasisから2014年11月28日に発売されたアダルトゲームである。

## リリース、制作
当初は2014年8月29日に発売が予定されていたが、Hシーンに2Dアニメーション技術「E-mote」を導入することを理由に発売日が2014年11月28日に延期された。本作ではゲームブランド・ういんどみるで主に作品のグラフィックを担当しているこ〜ちゃと、藤原々々が原画家として参画している。藤原にとって美少女ゲームの原画を担当するのは5年ぶりとなった。一方、SDキャラの原画は登場キャラクターの一人を演じている声優の成瀬未亜が手掛けた。ゲームのシナリオを担当したのは深山ユーキと長谷川藍の2名で、楽曲など音楽周りに関してはElements GardenおよびEcnemuseが制作に携わっている。本作の内容は学園を舞台とした女性ヒロインとの恋愛シミュレーションをテーマとしており、メインヒロイン4名に加えサブヒロインとのHシーンも収録された。

## あらすじ
魔界、精霊界、人間界の3つの異世界からなる世界。魔界を統治する魔王の三男坊・春風冬馬は友好関係を結んでいる人間界の国立式ヶ瀬学園に留学する。ある日、精霊界からの留学生・宮月ハルカから「お婿さんになってほしいな」と告げられる。

## 登場人物

### メインキャラクター
春風 冬馬（はるかぜ とうま）
種族：魔族 / 身長：176cm / 体重：68kg / 血液型：O型
主人公。国立式ヶ瀬学園2年A組。
宮月 ハルカ（みやつき ハルカ）
声 - 榊原ゆい
種族：精霊族 / 身長：158cm / 体重：53kg / 3サイズ：87 (E) /60/86 / 血液型：O型
国立式ヶ瀬学園2年A組。
神薙 五十鈴（かんなぎ いすず）
声 - くすはらゆい
種族：人間 / 身長：149cm / 体重：47kg / 3サイズ：76 (B) /56/77 / 血液型：A型
国立式ヶ瀬学園2年A組。学生会副会長。
藤ノ宮 伊織（ふじのみや いおり）
声 - 夏野こおり
種族：人間 / 身長：163cm / 体重：55kg / 3サイズ：84 (D) /58/84 / 血液型：B型
国立式ヶ瀬学園3年C組。魔科学部部長。
彩女（あやめ）
声 - 卯花月乃
種族：魔族 / 身長：153cm / 体重：51kg / 3サイズ：80 (C) /57/81 / 血液型：AB型
国立式ヶ瀬学園1年B組。冬馬専属メイド。

### サブキャラクター
羽代 ミオ（はしろ ミオ）
声 - 波奈束風景
種族：精霊族 / 身長：155cm / 体重：51kg / 3サイズ：85 (D) /59/84 / 血液型：A型
ハルカ専属メイド。
大河原 小鉄（おがわら こてつ）
声 - 成瀬未亜
種族：人間 / 身長：150cm / 体重：48kg / 3サイズ：75 (B) /56/76 / 血液型：O型
国立式ヶ瀬学園2年A組。学生会会計。
麗緒奈（れおな）
声 - 山吹結菜
種族：魔族 / 身長：166cm / 体重：58kg / 3サイズ：88 (E) /61/89 / 血液型：B型
国立式ヶ瀬学園2年A組担任。魔科学部顧問。
エメラルド
声 - まつだまちゅり
種族：精霊族 / 身長：148cm / 体重：45kg / 3サイズ：72 (A) /53/71 / 血液型：AB型
国立式ヶ瀬学園にある精霊の樹に宿った精霊。
安倍 明晴（あんべ あきはる）
声 - 内崎桃護
種族：人間 / 身長：178cm / 体重：70kg / 血液型：B型
国立式ヶ瀬学園2年A組。学生会会長。

## 主題歌
オープニングテーマ「春風センセーション！」
歌：新田恵海、作詞：佐藤ひろ美、作曲・編曲：菊田大介 (Elements Garden)
エンディングテーマ「My 1st Love」
歌：佐藤ひろ美、作詞：RUCCA、作曲・編曲：喜多智弘 (Elements Garden)

## 関連商品
『Windmill Vocal Collection 3 uguisu』
オープニングテーマ「春風センセーション！」とエンディングテーマ「My 1st Love」を収録。